# 사울과 다윗
《사울과 다윗》(Saul E David, Saul And David)은 이탈리아에서 제작된 마르셀로 발디 감독의 1964년 전쟁, 모험, 드라마 영화이다. 노만 울란드 등이 주연으로 출연하였다.

## 출연

### 주연
- 노만 울란드
- 기아니 가르코

### 조연
- 엘리사 세가니
- 루즈 마르케스
- 필라르 클레멘스
- 버질리오 텍세이라
- 안토니오 마얀스
- 카를로스 카사라빌라
- 스테피 랑
- 파올로 고즐리노
- 단테 마기오
- 안토니오 몰리노 로조
- 알도 샘브렐
- 베나베 바타 베리

## 기타
- 미술: 오타비오 스코티
- 의상: 조지오 데시데리